# Operation Blau
Operation Blau (dansk: Operation blå) var det tyske kodenavn for angrebet mod Kaukasus og Stalingrad sommeren 1942.
Offensiven begyndte 28. juni 1942 efter sejren i slaget om Sevastopol og målet var at forflytte den sydlige del af Østfronten for at sikre tilgangen af råvarer, særligt råolie fra Kaukasus og kul og malm fra Donetskbassenget. Så ville tyskerne sikre disse råvarer selv, og ikke mindst gøre de sovjetiske forsyninger vanskeligere ved at tage dette fra dem og så svække den sovjetiske krigsindustri.
Efter at Blitzkrig-strategien havde vist sine svagheder og særligt efter nederlaget i slaget om Moskva, måtte den tyske planlægning tage udgangspunkt i at krigen på østfronten kunne blive langvarig og da blev disse forsyninger vigtige også i et operativt perspektiv.
I tillæg til råstofferne ønskede også Tyskland at lægge pres på de britiske positioner i det nære østen (Iran og Irak).
Operationen gik ikke efter den oprindelige plan, særlig gik fremrykningen mod Stalingrad sig fast og endte med katastrofe i slaget om Stalingrad. Dette krævede alle de tyske ressourcer, så at fremrykningen videre syd stoppede.